# Nancy In London
Nancy In London es el tercer álbum de estudio de Nancy Sinatra, fue el último álbum lanzado en 1966 y cierra el ciclo después de lanzar Boots y How Does That Grab You?. De la exitosa trilogía es álbum menos exitoso a pesar te contener el exitoso You Only Live Twice, El álbum salió en el puesto #122 en los Billboard 200 de Estados Unidos, tiene una controversia pues el álbum principalmente fue lanzado para las ventas en Londres y fue un fracaso en todo Reino Unido pues no alcanzó ningún puesto en las listas.

## Polémica
Como lo dice el título del álbum, Nancy En Londres, el álbum se lanzó principalmente para tener un supuesto éxito en dicho lugar, esto no resultó, pues el álbum no alcanzó ningún mínimo puesto en las listas inglesas, solamente el sencillo You Only Live Twice alcanzó un #11 en dicho lugar.

## Lista de canciones
1. On Broadway 2:43
2. The End 2:22
3. Step Aside 2:33
4. I Can't Grow Peaches On A Cherry Tree 2:38
5. Summer Wine (con Lee Hazlewood) 3:40
6. Wishin' And Hopin' 2:49
7. This Little Bird 2:07
8. Shades 2:15
9. The More I See You 2:28
10. Hutchinson Jail 2:47
11. Friday's Child 3:00
12. 100 Years 2:28
13. You Only Live Twice 2:55
14. Tony Rome 2:24
15. Life's A Trippy Thing (Junto a Frank Sinatra) 2:42

## Certificaciones y ventas
| Nancy in London | - Lanzamiento: 1966 - Discográfica: Reprise Records - Formato: CD, descarga digital - Calificación de Allmusic: · | 122 | — | 400 000 |